# Maják Puerto de la Cruz
Maják Puerto de la Cruz, španělsky Faro del Puerto de la Cruz nebo Faro de Puerto de la Cruz, je aktivní maják na pobřeží Atlantského oceánu. Nachází se ve městě Puerto de la Cruz na ostrově Tenerife v comarce Valle de La Orotava v provincii Santa Cruz de Tenerife na Kanárských ostrovech ve Španělsku.

## Historie a popis
Maják Puerto de la Cruz se nachází západně od přístavu Puerto de la Cruz u Explanada del Muelle. Ocelový maják, který je postaven v moderním stylu, byl dokončen v roce 1995 a do provozu uveden v roce 1996. Skládá se z jednopatrové servisní budovy, černé čtyřhranné šestipatrové příhradové věže čtvercového půdorysu a vnitřní válcové věže s červenými a bílými pruhy. Opláštěny jsou pouze boční strany prvního a šestého podlaží. Z červeného středu se nahoru vine otevřené schodiště bílé barvy. Optika je umístěna na střešní terase budovy, která je obehnána zábradlím a připomíná moderní zvonici. Maják je ovládán automaticky. Je jedním ze 7 majáků, které jsou na pobřeží Tenerife, a nachází se mezi majákem Punta del Hidalgo a majákem Buenavista del Norte. Maják je registrován pod mezinárodním číslem D-2833 a národním číslem NGA 12934 a s ohniskovou výškou 31 metrů nad hladinou moře má dosah viditelnosti světla 16 námořních mil. Jeho světelná charakteristika je tvořena obrazcem dvou záblesků bílého světla každých 7 sekund.

## Další informace
Maják není veřejně přístupný a u majáku je zřízeno parkoviště.[zdroj?]

## Galerie

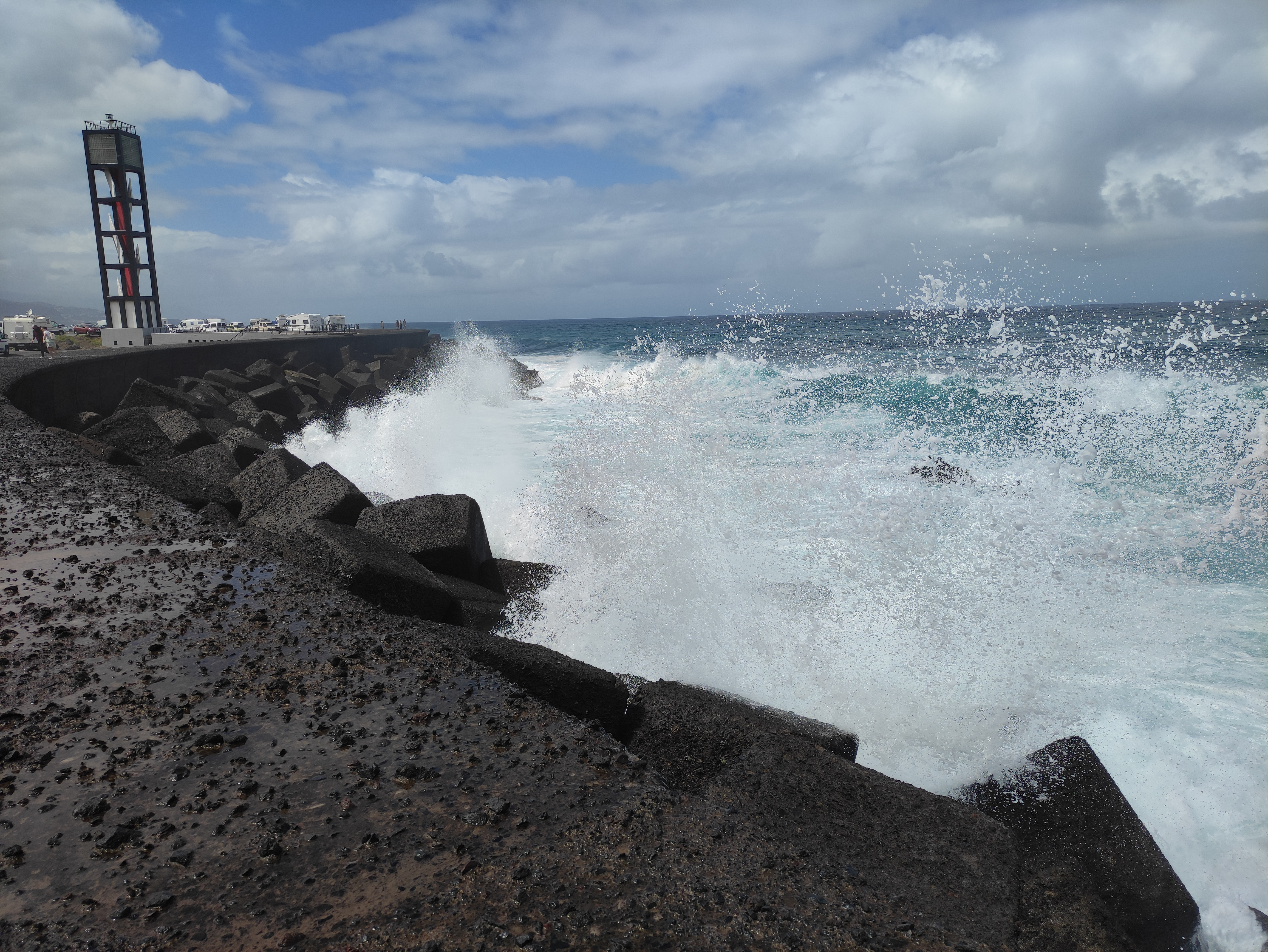
Příboj pod majákem
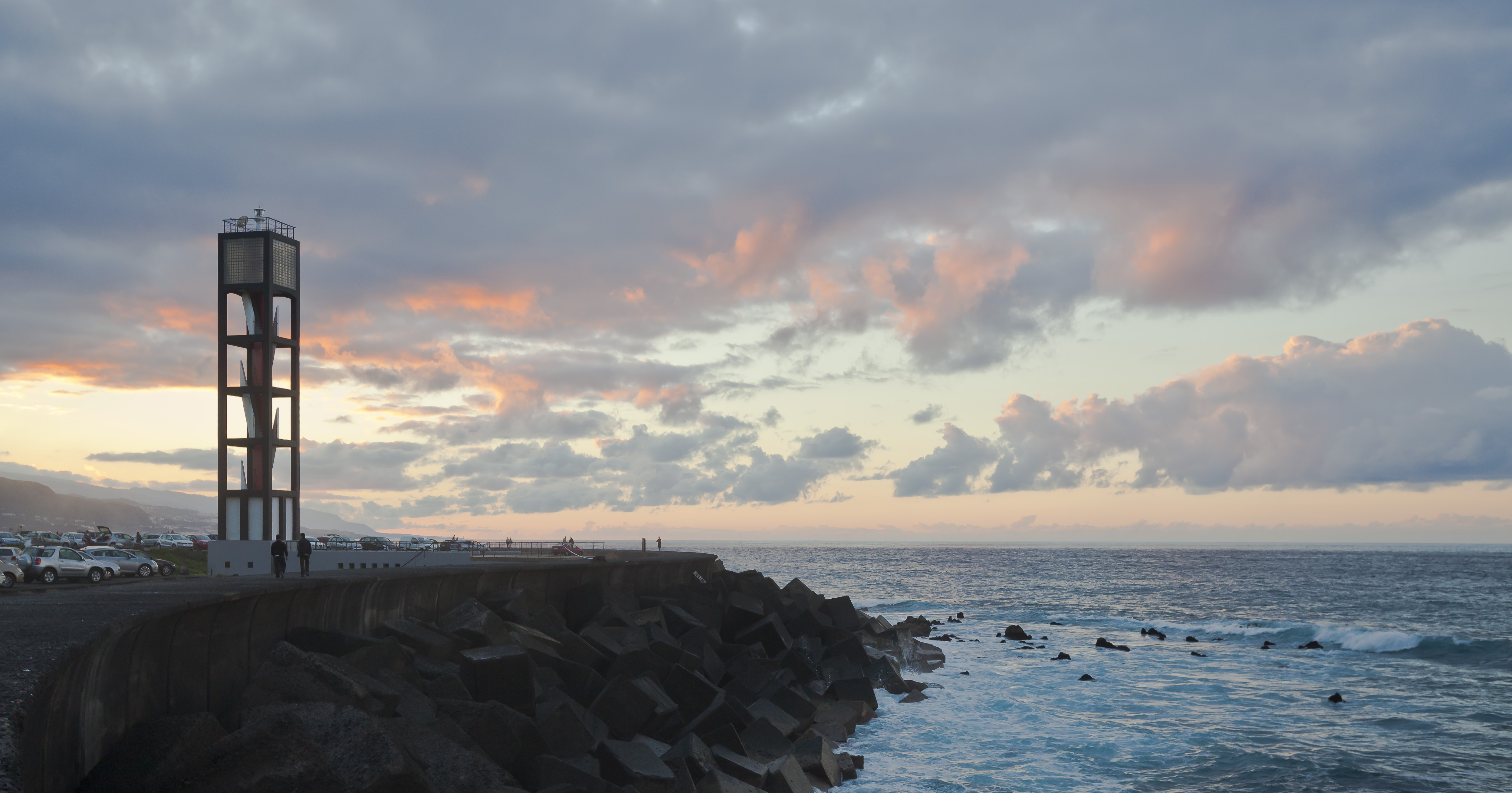
Západ slunce na Atlantským oceánem
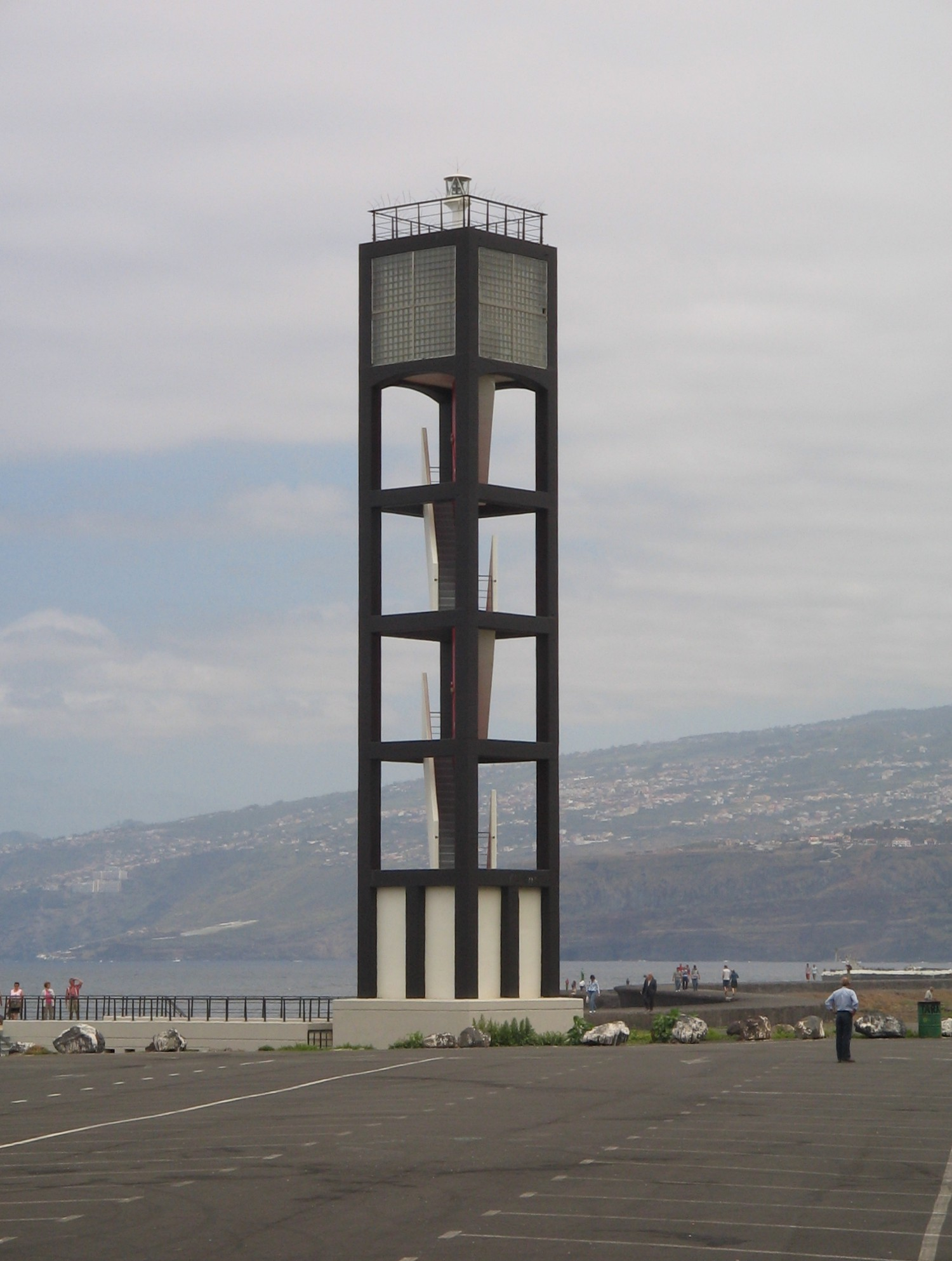
Parkoviště u majáku
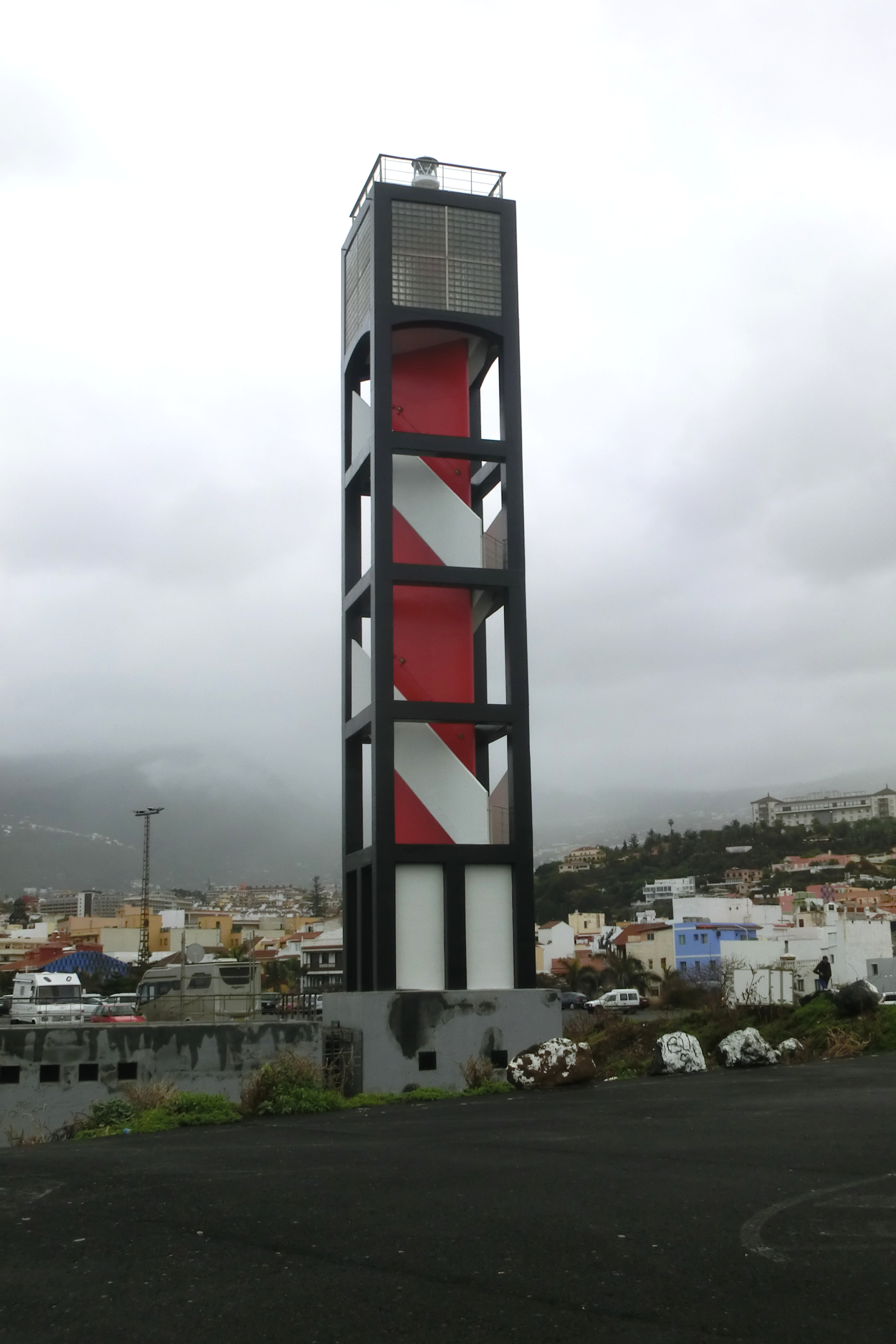